# Kayanis
Kayanis (właśc. Lubomir Jędrasik) – polski kompozytor i multiinstrumentalista, autor tekstów, tłumacz i pedagog.
Jego muzyczne zainteresowania oscylują między muzyką elektroniczną, ilustracyjną, filmową, rockiem progresywnym a ambientem i szeroko rozumianą muzyką współczesną, w tym elektroakustyczną.

## Kariera
Edukację muzyczną rozpoczął od nauki gry na gitarze, w wieku ok. 10 lat. Następnie zgłębiał tajniki kontrabasu w Państwowej Szkole Muzycznej w rodzinnym Słupsku. W wieku 13 lat zaczął zdobywać doświadczenie w najprzeróżniejszych lokalnych zespołach muzycznych. W pierwszą trasę koncertową pojechał rok później.
Pierwszy własny zespół "Van der Krammer" założył w wieku 15 lat (w roku 1987). Był to tercet grający muzykę elektroniczną, zbliżoną klimatem do dokonań Tangerine Dream, Klausa Schulzego czy Vangelisa. Pierwszym poważnym występem publicznym zespołu był Festiwal Muzyki Science – Fiction organizowany przez wielkiego popularyzatora gatunku Artura Lasonia w Ośrodku Kultury Ochoty w Warszawie w 1988. Werdyktem publiczności młodzi artyści zajęli na nim drugie miejsce. Zespół istniał do 1990, grając koncerty i nagrywając materiały na kolejne płyty, które jednak nigdy nie ujrzały światła dziennego.
W 1990 Kayanis zaczął pracować na własny rachunek. Napisał dwie suity elektroniczne, z których jedna doczekała się publikacji kilka lat później. W 1992 zrealizował swój pierwszy spektakl. W Ośrodku Teatralnym Rondo w rodzinnym Słupsku zaprezentował, z towarzyszeniem grupy tańca współczesnego "Nocny Warsztat" Katarzyny Suligi, widowisko zatytułowane "Oczekiwanie". Do współpracy z grupami tanecznymi artysta miał powracać jeszcze kilkukrotnie.
W 1998 roku wydał debiutancką płytę "Machines and Dreams", na której znalazło się dziesięć utworów utrzymanych w klimacie elektronicznym, z elementami rocka i muzyki etnicznej. Artysta odbył wówczas pierwszą trasę koncertową, m.in. wystąpił na Zlocie Elektronicznych Fanatyków w Piszu.
W latach 2000–2001 Kayanis był współtwórcą festiwalu muzyki elektronicznej KOMP w Kwidzynie wspólnie z Markiem Szulenem.
Kolejna, wydana w 2001, płyta "Synesthesis", utorowała Kayanisowi drogę do popularności, zbierając entuzjastyczne recenzje krytyków, między innymi magazynów "Musical Discoveries" i "CD Services" (Wielka Brytania). Recenzje te zaowocowały zaproszeniem Kayanisa do udziału w holenderskim festiwalu muzyki elektronicznej "Alfa Centauri", gdzie ze swoim zespołem wystąpił jako pierwszy muzyk z Polski. Elektroniczno-rockowa suita "Synesthesis" była już projektem o innej skali, niż debiut. Do współpracy nad płytą Kayanis zaprosił Państwową Orkiestrę Kameralną w Słupsku oraz blisko stuosobowy chór, a jego koncerty stały się widowiskową grą światła i dźwięku.
W 2006, na koncercie "The Palace of Yaspirre", na warszawskiej Agrykoli, obok starszych utworów, Kayanis zaprezentował kilka utworów z nowej płyty: "Where Abandoned Pelicans Die". W tym czasie w telewizjach lokalnych w całej Polsce wyemitowany został także dwuczęściowy film dokumentalny o Kayanisie, zrealizowany przez lokalną Telewizję Słupsk.
Płyta "Where Abandoned Pelicans Die" ukazała się w listopadzie 2007, po raz kolejny zbierając pochlebne recenzje. Richard Barnes z serwisu "Sea of Tranquility" uznał ją za "One of the Best Symphonic Album of the Year!". Także w 2007 Kayanis wystąpił na koncercie na warszawskim Torwarze, gdzie zaprezentowana została między innymi skomponowana przez niego muzyka do pięciu filmów promujących kanały tematyczne Discovery.
W 2008 i 2009 Kayanis kilkukrotnie wystąpił w Polsce z rozbudowanym zespołem, wokalistami i chórem: m.in. w Lublinie oraz w podsłupskiej Dolinie Charlotty na koncercie Festiwalu Muzyki Elektronicznej i Instrumentalnej "Podróż do wyobraźni", podczas którego wystąpili także: Michał Jelonek, SBB i Nigel Kennedy.(
W latach 2010–2020 ukazały się dwa albumy, „Transmundane” (2015), pierwszy raz pod prawdziwym imieniem i nazwiskiem obok pseudonimu oraz „Mundane” (2017 w streamingu, 2018 jako CD) – to jedyny album w dorobku artysty zawierające prawie wyłącznie utwory instrumentalno-wokalne.
Kayanis (pod swoim nazwiskiem, Lubomir Jędrasik) dokonywał także tłumaczeń artystycznych z języka angielskiego na polski. Jest autorem m.in. tekstów piosenek z sezonów 1-3 anime Pokémon, związanych z tą serią filmów kinowych oraz polskich wersji językowych obcojęzycznych piosenek dla potrzeb polskich artystów estrady. Jest autorem lub współautorem opraw dźwiękowych stacji radiowych, spektakli teatralnych oraz wystaw.

## Dyskografia
- 1994 Oczekiwanie
- 1998 Machines and Dreams
- 2001 Synesthesis
- 2007 Where abandoned pelicans die
- 2015 Transmudane
- 2017 Mundane